# Théorie de Seiberg-Witten
En physique théorique, la théorie de Seiberg-Witten désigne la méthode employée par Seiberg et Witten pour calculer exactement la théorie effective des théories de jauge supersymétriques avec supersymétrie étendue (en) {\displaystyle N=2\,}.
En utilisant les propriétés d'holomorphisme des paramètres du Lagrangien sur l'espace de modules de la théorie, et en mettant à profit la connaissance de la théorie effective dans la limite classique, ils ont pu de façon remarquable prouver l'existence du confinement dans ces modèles par l'intermédiaire de la condensation de monopôles magnétiques.
Ces travaux ont eu un impact considérable sur la compréhension des mécanismes régissant les effets non-perturbatifs dans les théories de jauge et ont également servi de verification importante des conjectures de dualité en théorie des cordes.